# Кодама

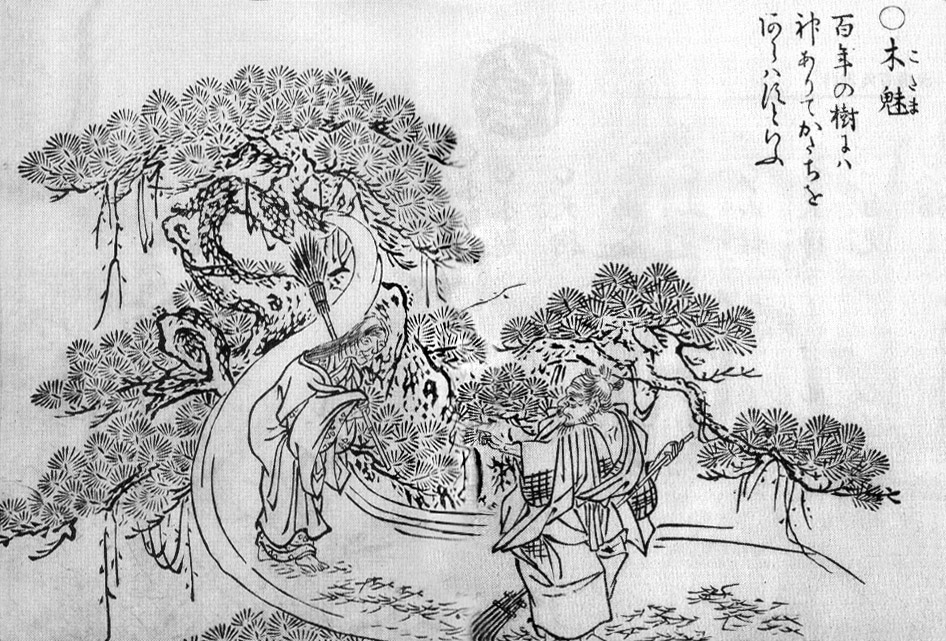
Иллюстрация Ториямы Сэкиэна, где дух кодама представлен в образе старика

Кодама (яп. 木霊, яп. 木魂 или яп. 谺) — в японской мифологии дух дерева либо само дерево, в котором живёт этот дух. Запаздывание эха в горах или долине приписывают деятельности кодама, в связи с чем слово «кодама» получило значение «эхо». Внешне деревья, в которых поселился дух, зачастую ничем не отличаются от обычных, однако вырубка такого дерева, по поверью, приводит к проклятью осмелившегося это сделать. В связи с этим в каждой местности из поколения в поколение передаются от стариков к молодым указания о том, в каких именно деревьях живёт кодама. Для выделения этих деревьев также используются священные верёвки симэнава. Кроме того, считается, что кодама поселяется только в определённых видах деревьев.

## В массовой культуре
- К образу духа дерева часто обращаются японские литераторы, одним из наиболее ярких примеров чего является творчество Кэндзабуро Оэ (см. роман «Объяли меня воды до души моей» и др. сочинения).
- Существа присутствуют в аниме Хаяо Миядзаки «Принцесса Мононоке».